# Гузовка
Гузовка (укр. Гузівка) — село в Валковской городской общине Богодуховского района Харьковской области Украины.
Код КОАТУУ — 6321283502. Население по переписи 2001 г. составляет 16 (7/9 м/ж) человек.

## Географическое положение
Село Гузовка находится рядом с автомобильной дорогой Р-22, в 4-х км от г. Валки и в 1-м км от пгт Ковяги.
Рядом с селом большой лесной массив (дуб).

## История
- 1904 - дата основания.